# 郡内面 (坡州市)

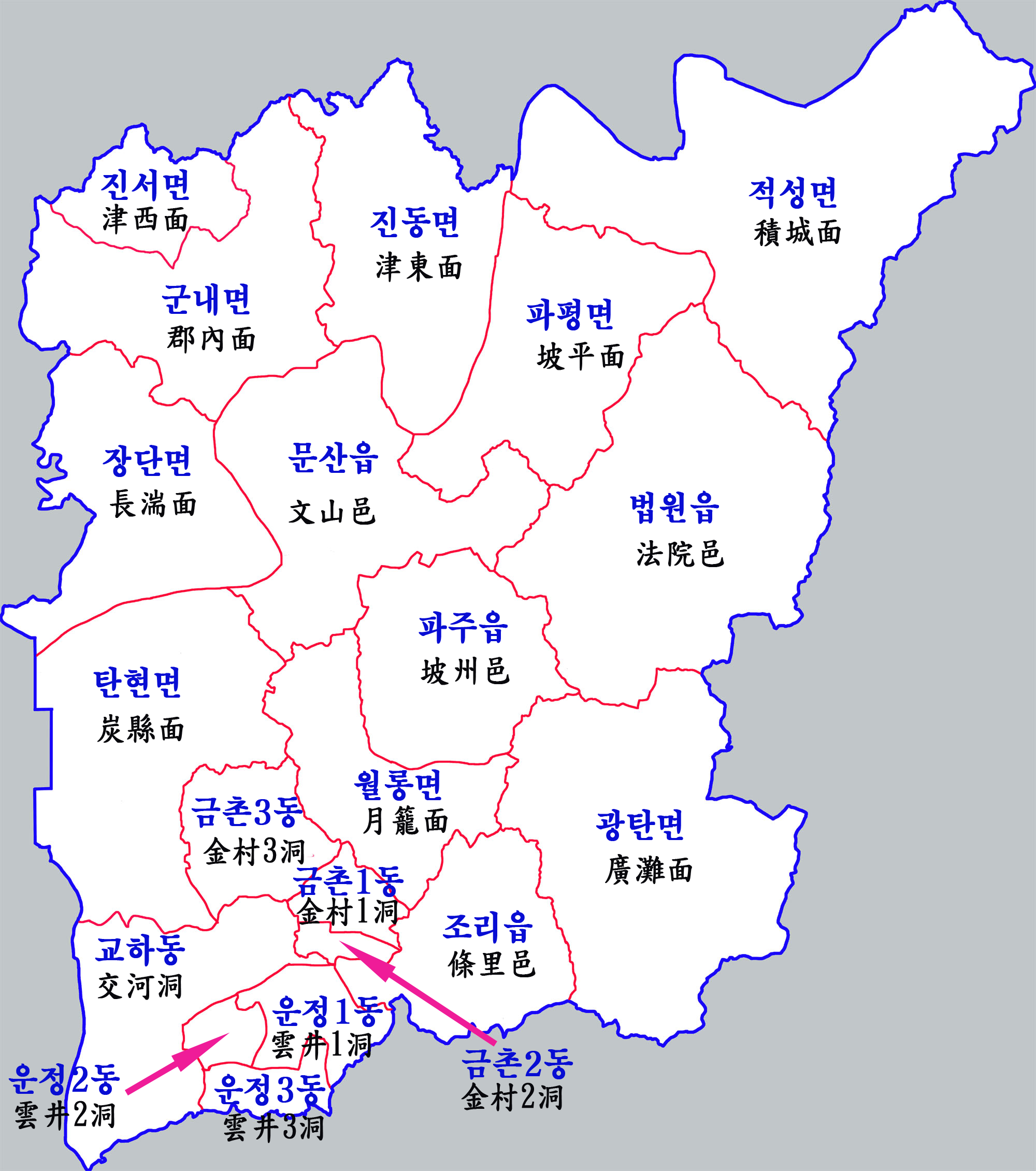

郡内面（군내면、クンネミョン）は、大韓民国京畿道坡州市の面で、面積は43.23km²。過去は長湍郡郡内面であったが、現在は坡州市に編入される。軍事境界線を挟んで北朝鮮の開城特別市開豊区域と接し、全地域が民間人統制線内にある。

## 歴史
- 1963年1月1日 - 長湍郡郡内面が坡州郡臨津面に編入された。[1]
- 1972年12月28日 - 坡州郡郡内面として再び分割[2]

## 行政区域
| 漢字   | ハングル | 日本語カタカナ転写 | 備考                   |
| ------ | -------- | ------------------ | ---------------------- |
| 白蓮里 | 백연리   | ペギョンニ         | 面事務所所在地、統一村 |
| 亭子里 | 정자리   | チョンジャリ       | 居住人口なし           |
| 造山里 | 조산리   | チョサンニ         | 自由の村 （台城洞）    |
| 邑内里 | 읍내리   | ウムネリ           | 居住人口なし           |
| 松山里 | 송산리   | ソンサンニ         | 居住人口なし           |
| 点元里 | 점원리   | チョモンニ         | 居住人口なし           |
| 芳木里 | 방목리   | パンモンニ         | 居住人口なし           |

上の表でもわかるように軍事境界線付近に位置しているため一部を除いて無人地区になっている。